# Naseem Hamed
Naseem Hamed, właśc. Naseem Salom Ali Hamed (ur. 12 lutego 1974 w Sheffield) – angielski bokser, były wielokrotny mistrz świata kategorii piórkowej, pokonał 16 zawodników o tytuł.

## Kariera
Hamed jest pochodzenia jemeńskiego. Boks zaczął uprawiać w wieku dziesięciu lat. Swoją pierwszą walkę jako zawodowiec stoczył 14 kwietnia 1992 roku w Mansfield, nokautując Rickiego Bearda już w drugiej rundzie.
Był znany z niekonwencjonalnego stylu walki, często w ringu tańczył, starał się deprymować swojego rywala za pomocą nonszalanckich ruchów. Słynne były też jego wyjścia do walki (podczas jednego z nich chociażby zjechał do ringu specjalnie skonstruowaną windą).
Hamed po swój pierwszy poważny zawodowy tytuł sięgnął już w dwunastej walce, pokonując na punkty Vincenzo Belcastro i zdobywając pas mistrza Europy kategorii koguciej. Tytuł obronił dwukrotnie, a potem przeniósł się do wagi super koguciej, w której stoczył sześć zwycięskich walk. Następnie przeskoczył o jeszcze jedną kategorię w górę, do wagi piórkowej, gdzie zmierzył się w walce o zawodowe mistrzostwo świata WBO ze Steve Robinsonem (21-9-1). Wygrał przez TKO w ósmej rundzie. Swojego pasa bronił aż 15 razy (w latach 1995-2000), po drodze dokładając do niego tytuły organizacji WBC i IBF. Pierwszej i jedynej zawodowej porażki doznał dopiero 7 kwietnia 2001 roku w Las Vegas na punkty z rąk Marco Antonio Barrery (52-3). Karierę zakończył w maju 2002 roku po zwycięstwie z Manuelem Calvą (33-4-1). Jego bilans walk to 36 zwycięstw (31 przed czasem) i 1 porażka.